# Karen Aslanian
Karen Aslanyan (in armeno Կարեն Ասլանյան?; 22 luglio 1995) è un lottatore armeno, specializzato nella lotta greco-romana.

## Biografia
Compete per la Scuola Sportiva di Erevan. E' allenato da Samvel Gevorgyan dal 2006.
Ha vinto la medaglia di bronzo a tre edizioni consecutive nel torneo dei 67 chilogrammi dei campionati europei: Kaspisk 2018, Bucarest 2019 e Roma 2020.

## Palmarès
- Europei

Kaspisk 2018: bronzo nei 67 kg.
Bucarest 2019: bronzo nei 67 kg.
Roma 2020: bronzo nei 67 kg.
- Giochi mondiali militari

Mungyeong 2015: argento nei 66 kg.
- Campionati mondiali militari

Skopje 2016: oro nei 66 kg.